# Darkness on the Edge of Town
Darkness on the Edge of Town je čtvrté studiové album amerického hudebníka Bruce Springsteena. Vydáno bylo v červnu roku 1978 společností Columbia Records. Spolu se Springtseenem jej produkoval Jon Landau (asistentem byl Steven Van Zandt). Album se stalo platinovým.

## Seznam skladeb
1. Badlands – 4:03
2. Adam Raised a Cain – 4:32
3. Something in the Night – 5:11
4. Candy's Room – 2:51
5. Racing in the Street – 6:53
6. The Promised Land – 4:33
7. Factory – 2:17
8. Streets of Fire – 4:09
9. Prove It All Night – 3:56
10. Darkness on the Edge of Town – 4:30

## Obsazení
- Bruce Springsteen – zpěv, kytara, harmonika
- Roy Bittan – klavír, doprovodné vokály
- Clarence Clemons – saxofon, doprovodné vokály
- Danny Federici – Hammondovy varhany, zvonkohra
- Garry Tallent – baskytara
- Steven Van Zandt – kytara, doprovodné vokály
- Max Weinberg – bicí